# フランシュフック
フランシュフック（アフリカーンス語: Franschhoek）は南アフリカ共和国西ケープ州、ケープワインランド郡にある小さな町である。人口は15,616人。ステレンボッシュ自治体に所属している。英語読みでのフランシュホークとも言われる。

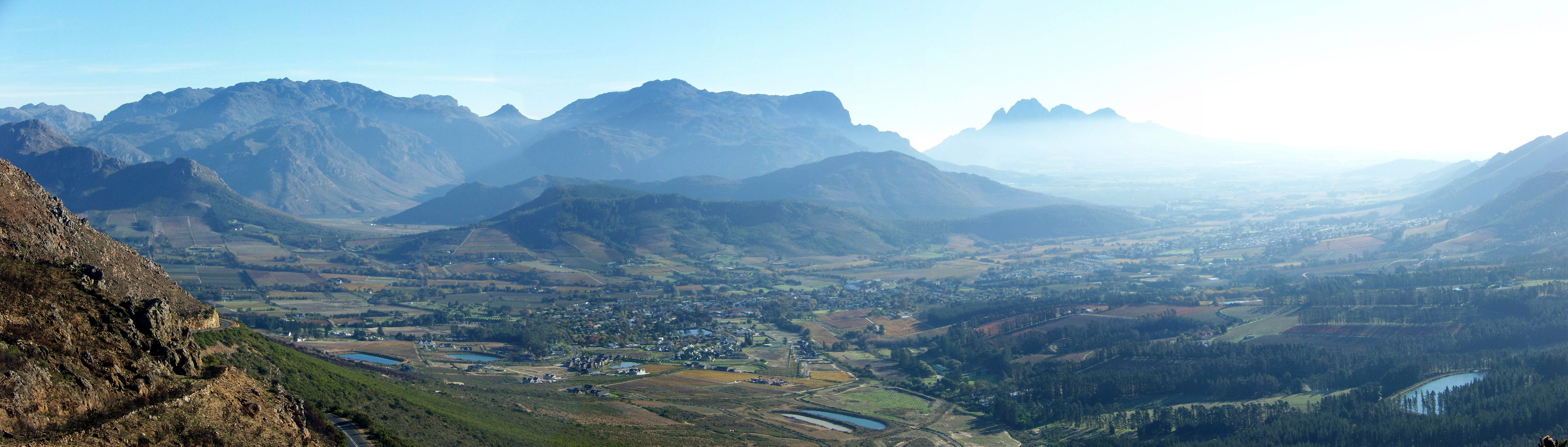
フランシュフックの街と周囲の山々

## 概要
ケープタウンから75km離れた場所に位置している。名称のフランシュフックとはフランス人の街角という意味である。1688年にフランスから入植してきた176人のユグノーによって開拓された町である。ユグノーはオランダ政府によって土地を与えられた。町には今でもオランダ様式の家々がたちならんでおり、現在はワイナリーとなっている。住民の多くはDu Toit、Marais、Du Plessis、Malan、Malherbe、Joubertなどのフランス系の苗字を持っており、通りの名なども多くがフランス語由来である。町の外れにはユグノー記念碑博物館がある。

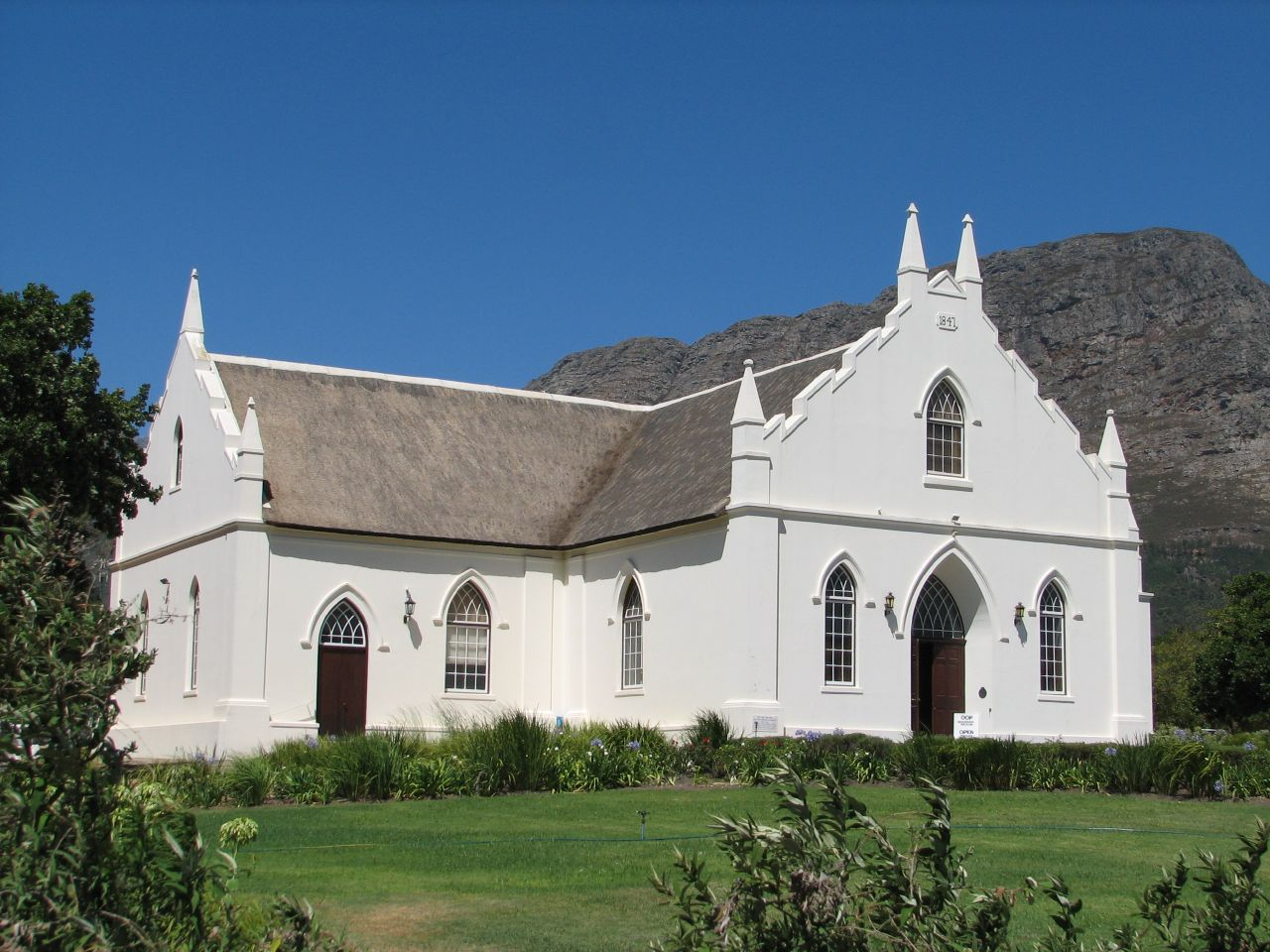
オランダ教会

## 人口と地理
| 人種構成（フランシュフック） 2011             | 人種構成（フランシュフック） 2011             | 人種構成（フランシュフック） 2011 | 人種構成（フランシュフック） 2011 | 人種構成（フランシュフック） 2011 |
| --------------------------------------------- | --------------------------------------------- | --------------------------------- | --------------------------------- | --------------------------------- |
|                                               |                                               |                                   |                                   |                                   |
| カラード                                      | カラード                                      |                                   | 47.0%                             | 47.0%                             |
| バントゥー系民族（黒人）                      | バントゥー系民族（黒人）                      |                                   | 46.2%                             | 46.2%                             |
| 白人（アフリカーナー及び アングロアフリカン） | 白人（アフリカーナー及び アングロアフリカン） |                                   | 5.3%                              | 5.3%                              |
| アジア系                                      | アジア系                                      |                                   | 0.5%                              | 0.5%                              |

| 母語話者（フランシュフック） 2011 | 母語話者（フランシュフック） 2011 | 母語話者（フランシュフック） 2011 | 母語話者（フランシュフック） 2011 | 母語話者（フランシュフック） 2011 |
| --------------------------------- | --------------------------------- | --------------------------------- | --------------------------------- | --------------------------------- |
|                                   |                                   |                                   |                                   |                                   |
| アフリカーンス語                  | アフリカーンス語                  |                                   | 52.3%                             | 52.3%                             |
| コサ語                            | コサ語                            |                                   | 34.7%                             | 34.7%                             |
| 英語                              | 英語                              |                                   | 4.6%                              | 4.6%                              |
| その他                            | その他                            |                                   | 8.4%                              | 8.4%                              |

人種はカラードと黒人がそれぞれ半数を占めている。言語はアフリカーンス語が5割以上と半数を占めるが次にコーサ語が多く3割程である。

## 鉄道
かつては、パールから鉄道路線が敷かれていたが、1990年代に廃止された。現在では、再び観光用に整備されており、フランシュフック・ワイン・トラムとして運行している。

## 観光
ワインの栽培が盛んに行なわれており、ワイナリーが点在し、農作物の裁判も盛んである。そのため、しばしば、南アフリカのワインと食文化の首都とされることもある。世界的に著名なレストランも存在する。その食文化と雪を頂いた山々などの囲まれた景色から、1990年代以降は南アフリカでもっとも風光明媚で理想的な場所とされており、多くの観光客をひきつけている。